# Pristimantis affinis
Pristimantis affinis é uma espécie de anfíbio da família Craugastoridae. É endémica da Colômbia. Os seus habitats naturais são: matagal tropical ou subtropical de alta altitude e campos de altitude subtropicais ou tropicais. Está ameaçada por perda de habitat.